# Route nationale 377
Pour les articles homonymes, voir Route 377.
La route nationale 377 ou RN 377 était une route nationale française reliant Laon à Rocroi. À la suite de la réforme de 1972, elle a été déclassée en RD 977 dans l'Aisne et en RD 877 dans les Ardennes.
Voir le tracé de la RN 377 sur Google Maps

## Ancien tracé de Laon à Rocroi (D 977 & D 877)
- Laon (km 0)
- Samoussy (km 7)
- Gizy (km 10)
- Liesse-Notre-Dame (km 13)
- Chivres-en-Laonnois (km 17)
- Bucy-lès-Pierrepont (km 21)
- Clermont-les-Fermes (km 25)
- Montcornet, où elle rencontrait la RN 46 (km 31)
- Rozoy-sur-Serre (km 40)
- Brunehamel (km 49)
- Mont-Saint-Jean (km 52)
- Rumigny (km 57)
- Champlin (km 64)
- Auvillers-les-Forges (km 67)
- Éteignières (km 70)
- Rocroi (km 84)